# Kitoi
Der Kitoi (russisch Китой; burjat. Хути (Chuti)) ist ein 316 km langer linker Nebenfluss der Angara in der Republik Burjatien und der Oblast Irkutsk im Süden Sibiriens.

## Verlauf
Der Kitoi hat seinen Ursprung im Ostsajan. Er entsteht dort durch den Zusammenfluss der beiden Flüsse Samarta (links, 23 km lang) und Urda-Ulsyta (rechts, 21 km). Der Kitoi durchfließt das Bergland in östlicher Richtung und mündet nach 316 km bei Angarsk in die Angara. Der Fluss entwässert ein Gebiet von 9190 km² und weist an der Mündung einen mittleren Abfluss von etwa 118 m³/s auf. Maximale Abflüsse von 2340 m³/s wurden an der Mündung schon gemessen.
Zwischen der zweiten Oktoberhälfte und Ende April ist der Fluss gefroren.
Bei Flusskilometer 78 mündet der größte Nebenfluss des Kitoi, der Toisuk, von rechts kommend.